# Yohanan Boehm
Yohanan Boehm (født 1914 i Breslau, Tyskland - død august 1986 i Jerusalem, Israel) var en tysk/israelsk komponist, valdhornist, lærer og avisanmelder.
Boehm har skrevet to symfonier, orkesterværker, kammermusik, instrumental værker for mange instrumenter og vokalværker.
Han emigrerede til Israel i 1936, hvor han studerede og senere underviste på Jerusalem Music Academy. Boehm spillede tillige valdhorn i Palestinas Radio Symfoniorkester, og var anmelder på avisen Jerusalem post.

## Udvalgte værker
- Symfoni nr. 1 (1952) - for orkester
- Symfoni nr. 2 (1955) - for orkester